# Fundulopanchax spoorenbergi
Fundulopanchax spoorenbergi es una especie de pez de aguad dulce de la familia de los notobránquidos en el orden de los ciprinodontiformes.

## Morfología
Los machos pueden alcanzar los 8 cm de longitud total.

## Distribución geográfica
Se encuentran en ríos de África: en la zona de la frontera entre el Camerún y Nigeria.